# Malá Nová Ulice
Malá Nová Ulice (německy Kleine Neugasse) je bývalá předměstská čtvrť Brna, která byla do roku 1941 také samostatným katastrálním územím. Tvořilo ji okolí dnešní ulice Veveří mezi Žerotínovým náměstím a ulicí Grohovou, v rozmezí mezi Jaselskou (tehdy osada Augustiniánská Ulice) a Kounicovou. Oblast je dnes součástí Veveří a městské části Brno-střed.

## Historie
Přímým předchůdcem Malé Nové Ulice byla středověká předměstská osada Hartlůvka, poprvé připomínaná v roce 1343. Ta se rozkládala před městskými hradbami podél cesty z Brna, respektive z Veselé brány, směrem na Žabovřesky, Komín a Bystrc. Nacházela se zhruba v místech dnešní ulice České, mezi Joštovou a Žerotínovým náměstím. Byla to oboustranná ulicovka s domky chudých řemeslníků a zemědělců. Severovýchodně od vsi, tedy západně od dnešní křižovatky Kounicovy a Moravského náměstí, byl v roce 1580 založen první městský hřbitov vně hradeb. Při dvojím obléhání Brna švédskými vojsky v letech 1643 a 1645 byla Hartlůvka těžce poškozena, ale v následujících letech došlo k její obnově. Zánik vsi souvisí s budováním barokního bastionového opevnění na přelomu 17. a 18. století.
V době zániku Hartlůvky došlo naopak ke vzniku předměstské osady Malá Nová Ulice, která se nacházela západně od městského hřbitova a která na prostor zanikající vesnice navazovala. Nová ves, rovněž oboustranná ulicovka, se nacházela kolem cesty na Žabovřesky. Tvořila ji tedy dnešní ulice Veveří mezi Žerotínovým náměstím a ulicí Slovákovou, za níž se, až k ulici Pekárenské, nacházel Městský dvůr. V místě Malé Nové Ulice se již dříve nacházela roztroušená zástavba pokračování Hartlůvky, která byla na přelomu 17. a 18. století zahušťována, což vedlo ke vzniku nové vsi. Je pravděpodobné, že původní obyvatelé Hartlůvky se s jejím zánikem přestěhovali do blízké Malé Nové Ulice, čímž došlo k translaci vesnice.
V 80. letech 18. století vznikla západně od Malé Nové Ulice osada Augustiniánská Ulice (v prostoru dnešní Jaselské ulice), východně od ní naopak dělnická kolonie Červená Ulice (ulice Mezírka, již na katastru Velké Nové Ulice). Starý městský hřbitov byl v roce 1785 zrušen a nahrazen novým v místě dnešního Tyršova sadu. Uvolněné místo před hradbami bylo v následujících desetiletích brzy zastavěno rozšiřující se Malou Novou Ulicí; vznikla zde Pohřební ulice (dnes začátek Kounicovy ulice) a zastavěna byla i severní fronta dnešního Žerotínova náměstí. Během druhé poloviny 19. století a přelomu 19. a 20. století byla stávající klasicistní zástavba Malé Nové Ulice nahrazena velkoměstskými činžovními historizujícími domy, které zabraly i do té doby nezastavěné plochy a prostor zrušeného Městského dvora. Již v 50. letech 19. století byl v předměstské čtvrti vybudován církevní seminář, v 80. letech pak bylo v přestavěném objektu otevřeno Národní divadlo v Brně a roku 1907 byl dokončen Nový zemský dům. V roce 1901 byl na ulici Veveří zahájen provoz tramvají. Budova divadla byla roku 1952 zbořena a na jejím místě byl v 70. letech 20. století postaven Bílý dům.
Malá Nová Ulice byla do 19. století ve správě brněnského magistrátu, byla tzv. magistrátním předměstím. Součástí Brna se stala v roce 1850. Katastrální území Malé Nové Ulice (zahrnující u Augustiniánskou Ulici) bylo zrušeno v roce 1941 při katastrální reformě města. Oblast se tehdy stala součástí katastru Špilberk a od konce 60. let 20. století patří Veveří.

## Galerie

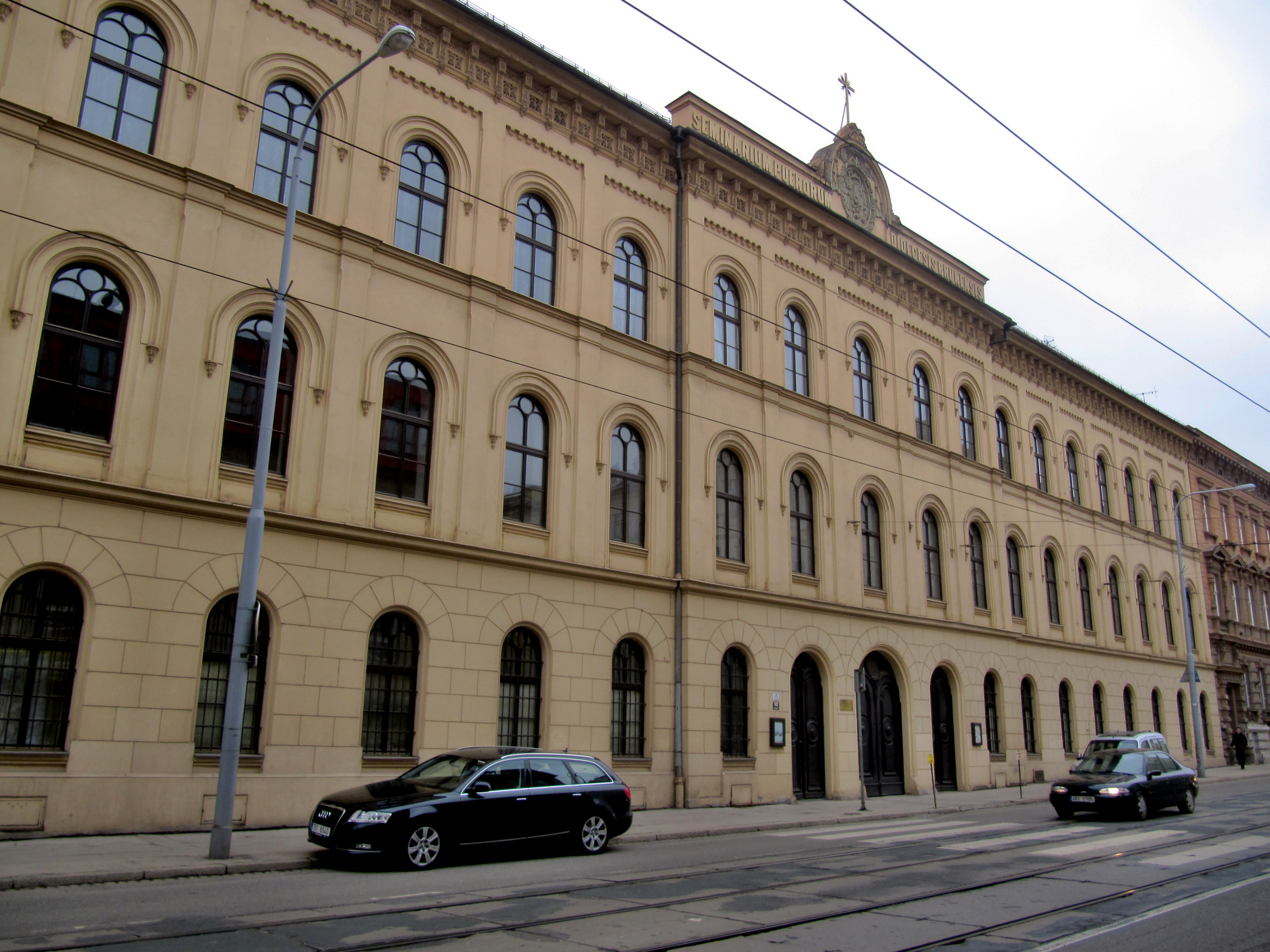
Církevní seminář Petrinum
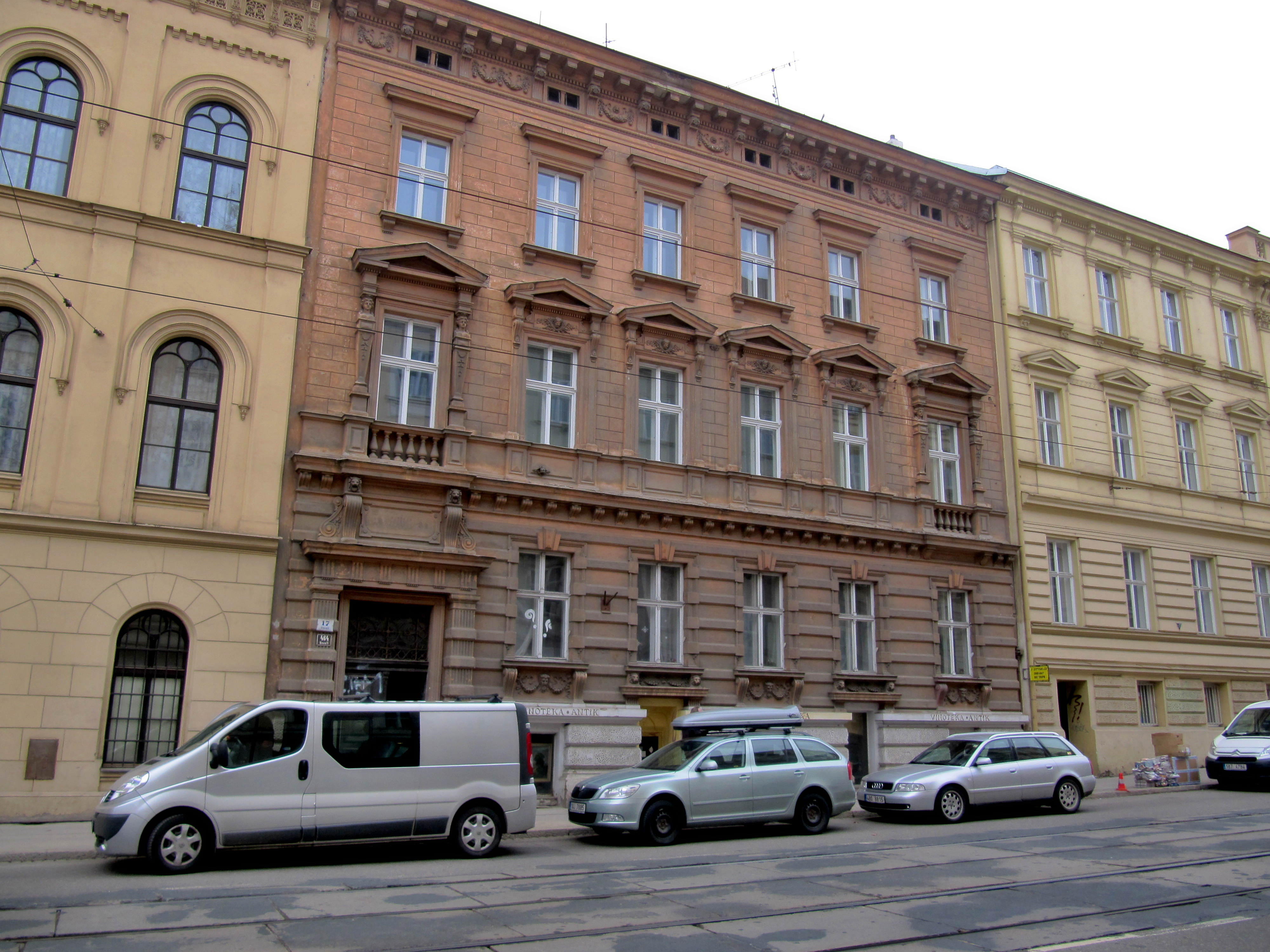
Městské domy v ulici Veveří
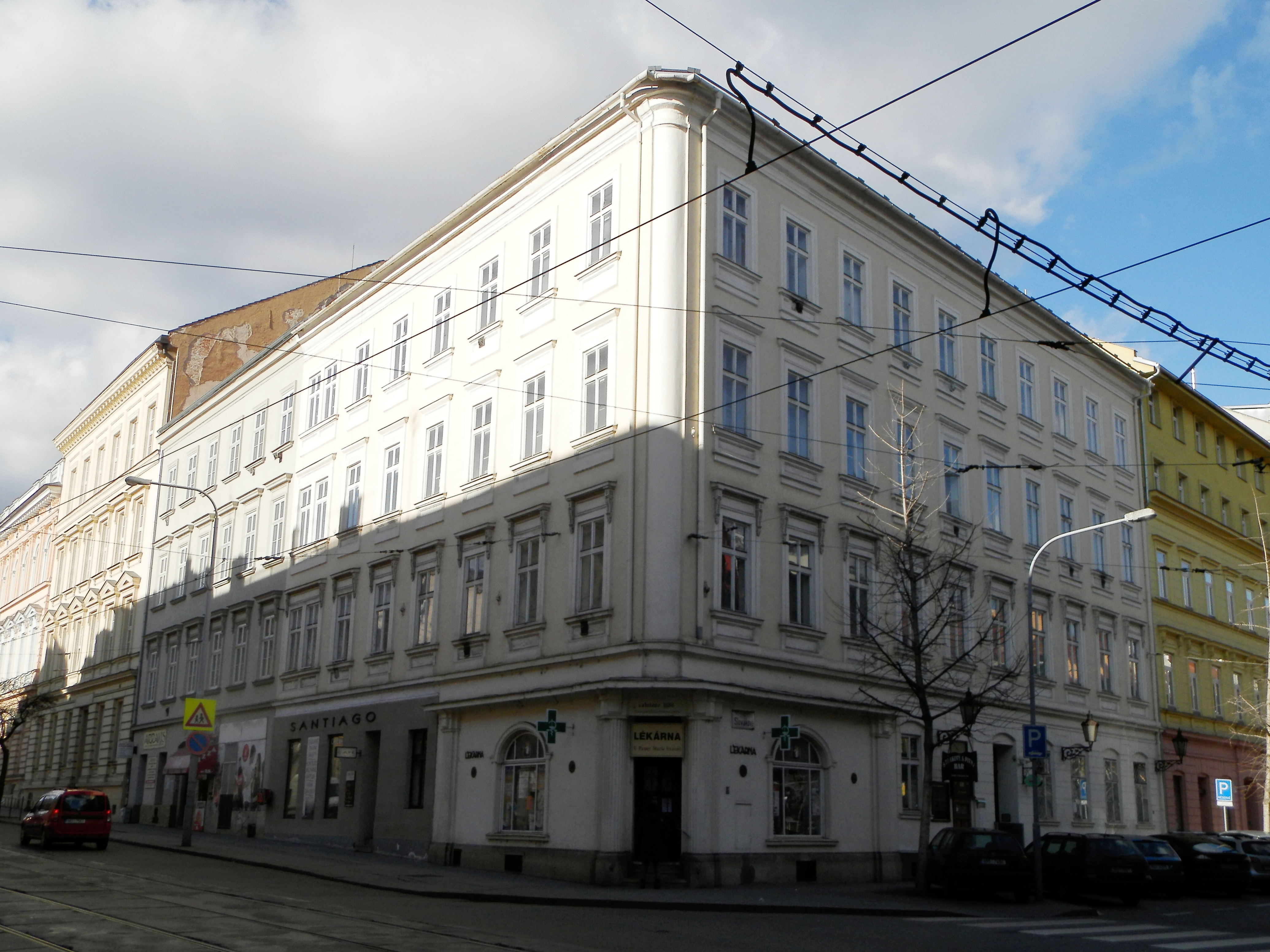
Zástavba na křižovatce ulic Veveří a Slovákovy
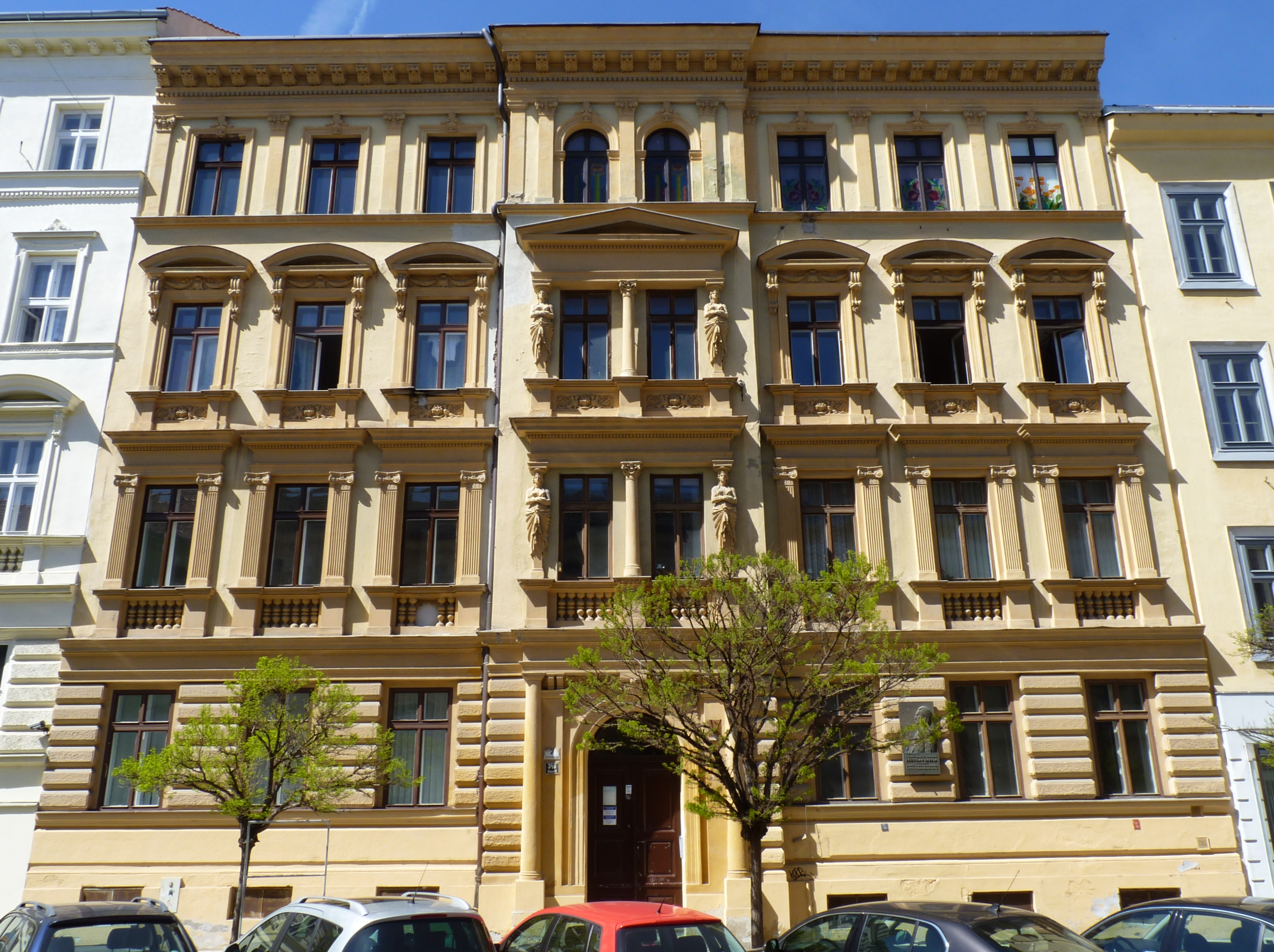
Činžovní dům ve Smetanově ulici
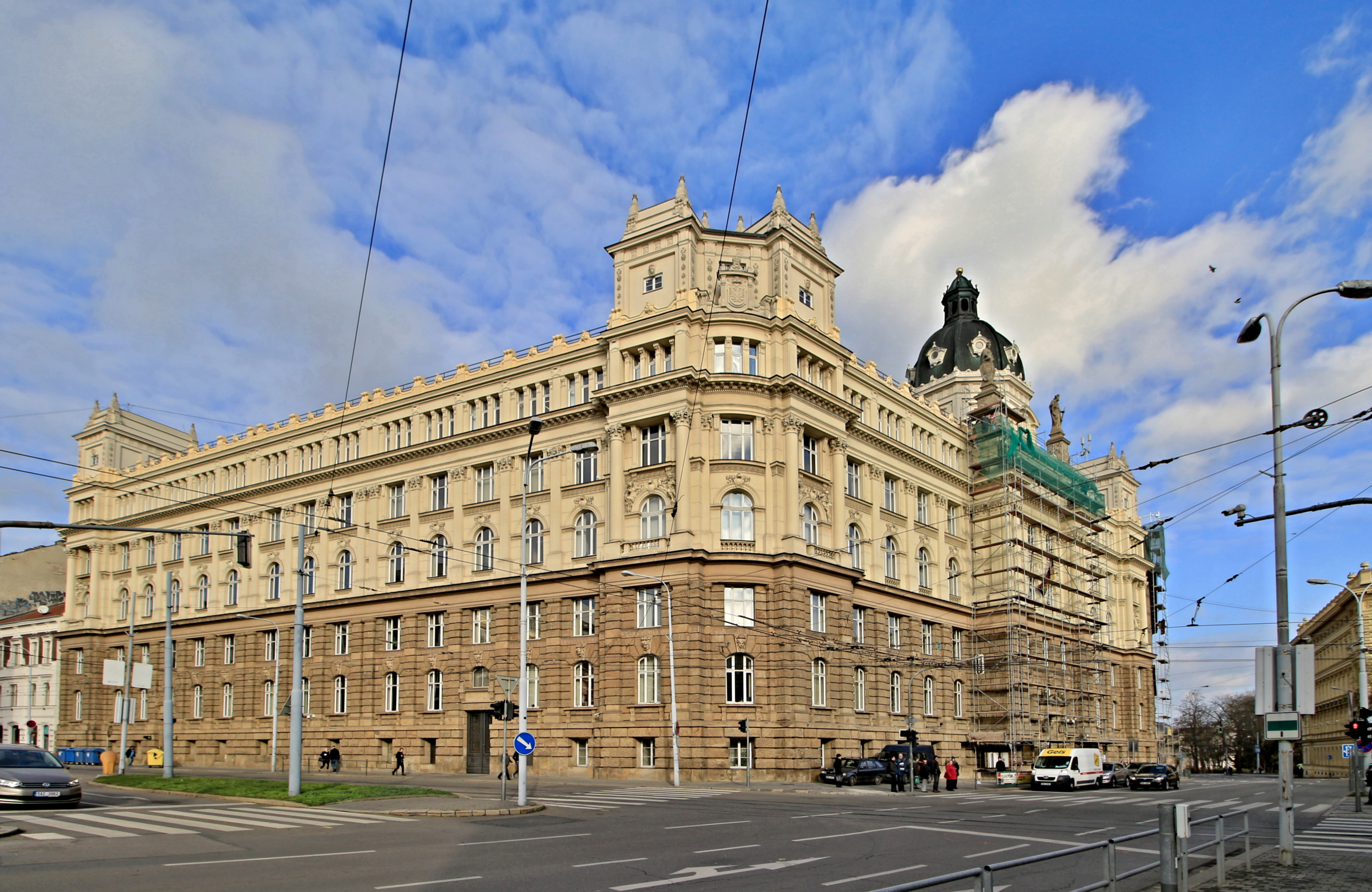
Nový zemský dům
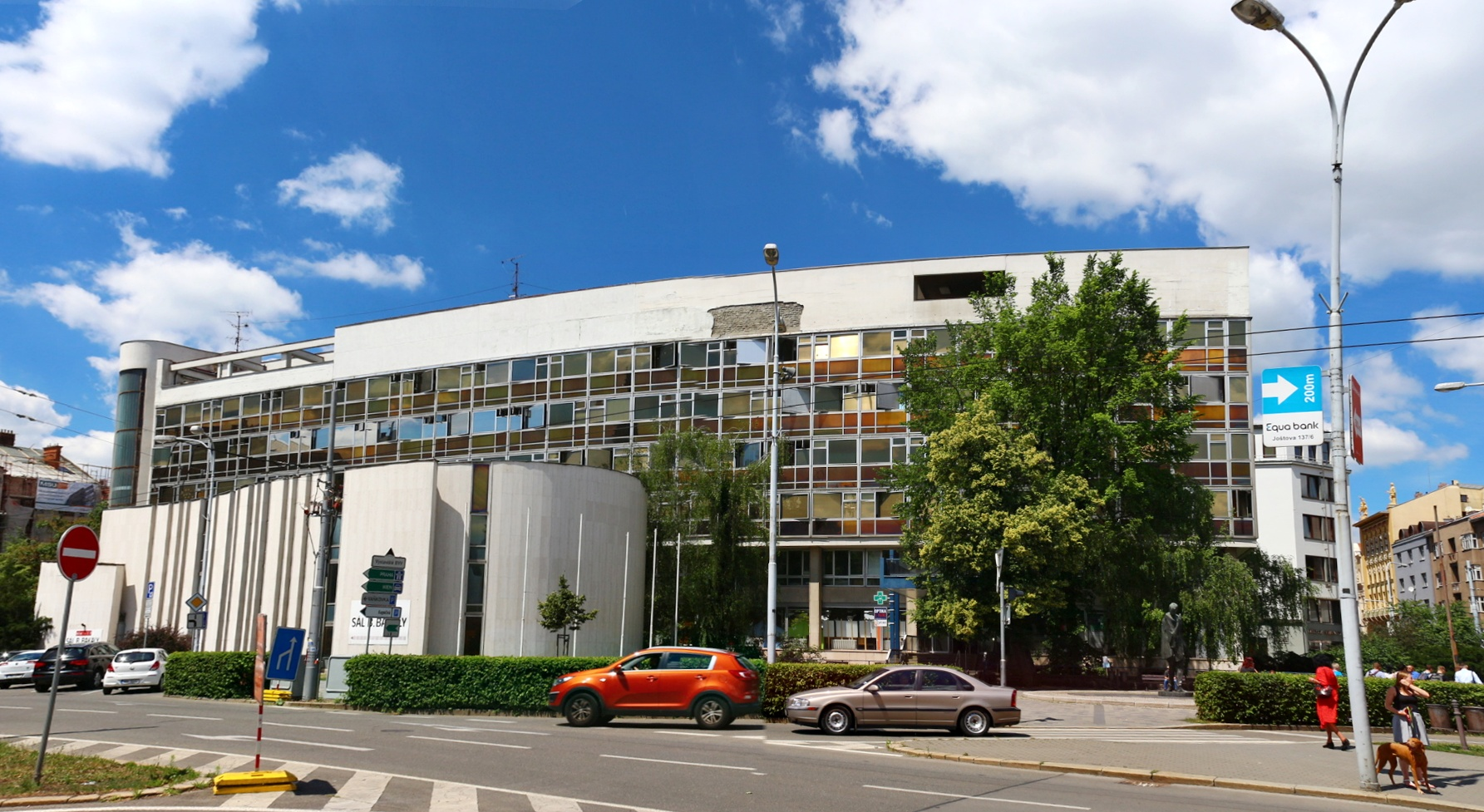
Bílý dům
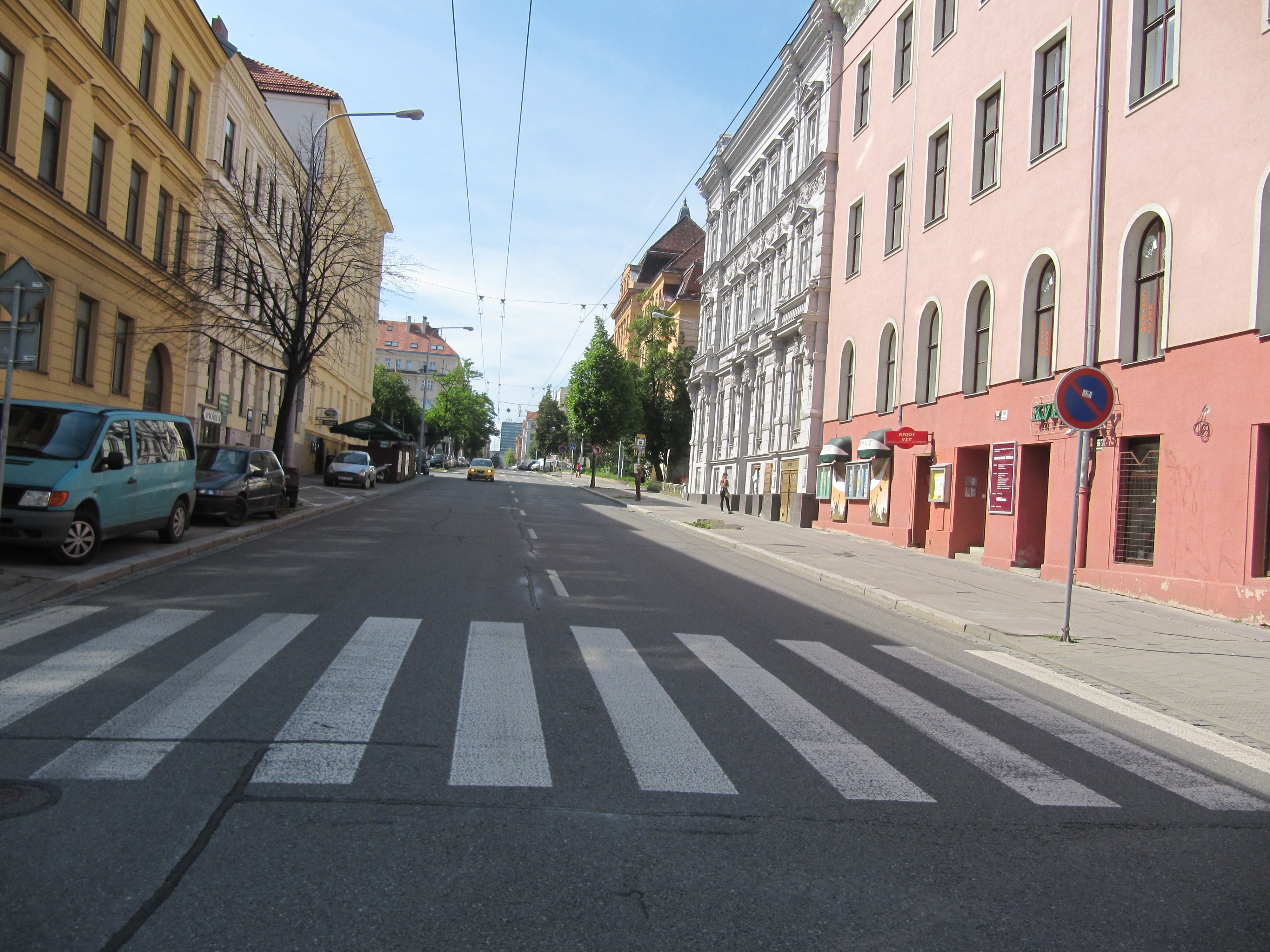
Ulice Kounicova, vpravo končící zástavba Malé Nové Ulice